# Jacques Duboin
Jacques Duboin (St-Julien-en-Genevois, 17 september 1878 - regio Parijs, 17 maart 1976) was een Frans econoom. 
In oktober 1935 richt hij een beschouwende en kritische krant op, La Grande Relève ("De Grote Omslag"), waar hij zijn sociaal-economische ideeën uiteenzet, en voor een betere verdeling van de rijkdommen pleit, die hij de naam  "économie distributive (verdeeleconomie)" geeft. 

## De politicus
Jacques Duboin was een rasechte politicus (parlementair afgevaardigde), en zijn standpunten gingen niet onopgemerkt voorbij. Joseph Caillaux, toenmalig voorzitter van de financiële commissie van de Sénat (Eerste kamer), roept hem tot zich, en benoemt hem tot tweede secretaris van financiën. 
Raymond Poincaré zei van hem: "Hij is de beste denker van het Parlement".
Na zeven jaar parlementaire vertegenwoordiging, begreep Jacques Duboin dat de structurele veranderingen voor een rechtvaardiger verdeling van de vruchten van de steeds vorderende productiemogelijkheden nooit door een volksvertegenwoordiging zouden worden doorgevoerd. De stemmers kiezen hun vertegenwoordigers, maar de meesten zijn niet bij moge  te begrijpen dat de economische structuren, gebaseerd op tijden van schaarste, moeten worden aangepast wanneer de overvloed z'n intrede doet in onze wereld. 
Jacques Duboin gaf toen al z'n politieke activiteiten op om zich geheel te wijden aan de economische vorming het Franse volk.
In een reeks werken licht hij toe hoe de huidige handelsstructuren een eerlijke verdeling en verspreiding van rijkdommen tegengaat. Deze moeten aldus worden afgeschaft ten gunste van een rechtvaardig systeem van economische distributie: de verdeeleconomie. 
Hij wilde zich echter niet op het vlak van de politieke machtsverovering begeven, en liet de strategische besluitvorming vrijelijk aan de partijen over. Hij stelde slechts dat "de bestuurlijke macht een uitvloeisel van de gehele natie moet zijn". Deze uitspraak moet men zien in het licht van zijn overtuiging dat de parlementariërs onmachtig zouden zijn tot enige sociale verandering. 
Jacques Duboin wist ook heel goed - en hij uitte dit met woord en geschrift, zij het zonder al te veel nadruk, hij sprak immers als economisch wetenschapper - dat de huidige machthebbers alle middelen zouden aanwenden om hun voorrechten te behouden en zijn leer tegen te werken. Hetgeen zij dan ook deden, door hem systematisch dood te zwijgen. En al spoedig, ondanks de goede verkoop van zijn eerste boeken, lieten de uitgevers het afweten. 
In 1935 publiceerde de uitgever Fustier zijn tweedelig werk getiteld « En route vers l'abondance » ("Op weg naar de overvloed"). Achter in dit werk nam de auteur het " Manifest-Programma" op van de « Ligue pour le Droit au Travail et le Progrès Social » ("Verbond voor het Recht op Werk en Sociale Vooruitgang"), die hij net had opgericht, en waarvan hij voorzitter was. Deze tekst, die hij zelf had opgesteld, sprak in de volgende bewoordingen over de politieke macht: 
"... een uit de volkswil voortkomende regering, die alle verantwoordelijkheid op zich neemt om allereerst de overgangsperiode te organiseren, om vervolgens zo snel mogelijk en tot ieders goeddoen de overvloed te bewerkstelligen ". 
Hij noemde dit een socialistische organisatie, tegengesteld aan het "socialisme van de schaarsheid" zoals die tot nu toe door alle politieke partijen en vakbonden werd voorgestaan. Hij hoopte dat dezen uiteindelijk de noodzakelijkheid van de "verdeeleconomie" ("l'économie distributive") zouden inzien. 